# Cassine kedarnathii
Cassine kedarnathii là một loài thực vật có hoa trong họ Dây gối. Loài này được Sasidh. & Swarupan. mô tả khoa học đầu tiên năm 1992.